# 1537
| 1537               |
| ------------------ |
| Dødsfald - Fødsler |
|                    |

| Gregoriansk kalender | 1537 MDXXXVII           |
| Ab urbe condita      | 2290                    |
| Armensk kalender     | 986 ԹՎ ՋՁԶ              |
| Kinesiske kalender   | 4233 – 4234 丙申 – 丁酉 |
| Etiopisk kalender    | 1529 – 1530             |
| Jødisk kalender      | 5297 – 5298             |
| Hindukalendere       |                         |
| - Vikram Samvat      | 1592 – 1593             |
| - Shaka Samvat       | 1459 – 1460             |
| - Kali Yuga          | 4638 – 4639             |
| Iransk kalender      | 915 – 916               |
| Islamisk kalender    | 944 – 945               |

Konge i Danmark: Christian 3. 1534-1559
Se også 1537 (tal)

## Begivenheder

### August
- 12. august krones Christian 3. og Dronning Dorothea i Vor Frue Kirke i København
- 15. august - Asunción i Paraguay grundlægges

### September
- 2. september underskrives den nye kirkeordinans, der er udarbejdet af Hans Tausen

### Udateret
- Jørgen Friis overtager ledelsen af det kongelige kancelli, og begynder en reorganisering af administrationen.
- der oprettes latinskoler i mange købstæder.
- I Danmark indføres censur; Den administreres af Københavns universitet, der bliver overtaget af staten.
- Biskop Ove Bille bliver løsladt fra sit fangeskab for modstand mod reformationen, mod at forpligte sig til ikke at modarbejde den ny samfundsorden.
- Marts- Inkaernes belejring af Cuzco ophøre, da Kejser Manco Inca Yupanqui befaler dette som følge af efterhånden dårlig moral i hans hær og Spanske hjælpetropper fra Chile´s snarlige ankomst

## Født
- 20. december – Kong Johan 3. af Sverige. Regerede Sverige fra 1568-1592